# Turbe
Turbe är en ort i Bosnien och Hercegovina. Den ligger i entiteten Federationen Bosnien och Hercegovina, i den centrala delen av landet, 80 km nordväst om huvudstaden Sarajevo. Turbe ligger 597 meter över havet och antalet invånare är 4 767.
Terrängen runt Turbe är kuperad åt sydväst, men åt nordost är den bergig. Turbe ligger nere i en dal. Närmaste större samhälle är Travnik, 7,5 km öster om Turbe.
Omgivningarna runt Turbe är en mosaik av jordbruksmark och naturlig växtlighet. Runt Turbe är det ganska tätbefolkat, med 93 invånare per kvadratkilometer.